# Laphria bilykovae
Laphria bilykovae là một loài ruồi trong họ Asilidae. Laphria bilykovae được Paramonov miêu tả năm 1930. Loài này phân bố ở vùng Cổ Bắc giới.